# Not Falling
«Not Falling» es el primer sencillo desprendido del segundo álbum de estudio The End of All Things to Come de la banda estadounidense Mudvayne, lanzado en 2002. Contiene cuatro minutos y cuatro segundos de duración y fue producido por David Bottrill bajo el sello discográfico Epic Records. La canción fue escrita por Chad Gray, Ryan Martinie, Matt McDonough y Greg Tribbett. La canción hizo parte de la banda sonora de la película Ghost Ship.
La canción habla de sentirse fuerte, y no darse por vencido. La canción comienza y concluye con grandes segmentos de voces que gritan, mientras que su sección central es más atmosférica y melódica.

## Vídeos
La canción cuenta con tres videos musicales: dos oficiales y uno no oficial. El primer video dirigido por Joel Peissig, muestra a la banda en una habitación oscura, en el que los miembros son captados y metamorfoseados por un cubo futurista que inyecta datos informatizados en sus cuerpos y los convierte en criaturas extrañas similar a mutantes de ciencia ficción. El segundo video, dirigido por Dean Karr, muestra a los miembros interpretando la canción en medio de una tormenta de nieve. Un tercer video no oficial, aparece en el DVD de la película de 2002 Ghost Ship.

## Lista de canciones
| Promo sencillo |                                   |          |  |
| N.º            | Título                            | Duración |  |
| 1.             | «Not Falling» (versión del álbum) | 4:04     |  |
| 2.             | «Not Falling» (radio edit)        | 3:56     |  |

| Vinilo en 10" |                                   |          |  |
| N.º           | Título                            | Duración |  |
| 1.            | «Not Falling» (versión del álbum) | 4:04     |  |
| 2.            | «Prod» (En vivo en Peoria)        | 6:10     |  |

| Sencillo en video |                               |          |  |
| N.º               | Título                        | Duración |  |
| 1.                | «Not Falling» (video musical) | 3:42     |  |
| 2.                | «The Making of Not Falling»   | 12:27    |  |

## Posicionamiento
| Lista                  | Posición |
| ---------------------- | -------- |
| Mainstream Rock Tracks | 11       |
| Modern Rock Tracks     | 28       |